# Achtopol

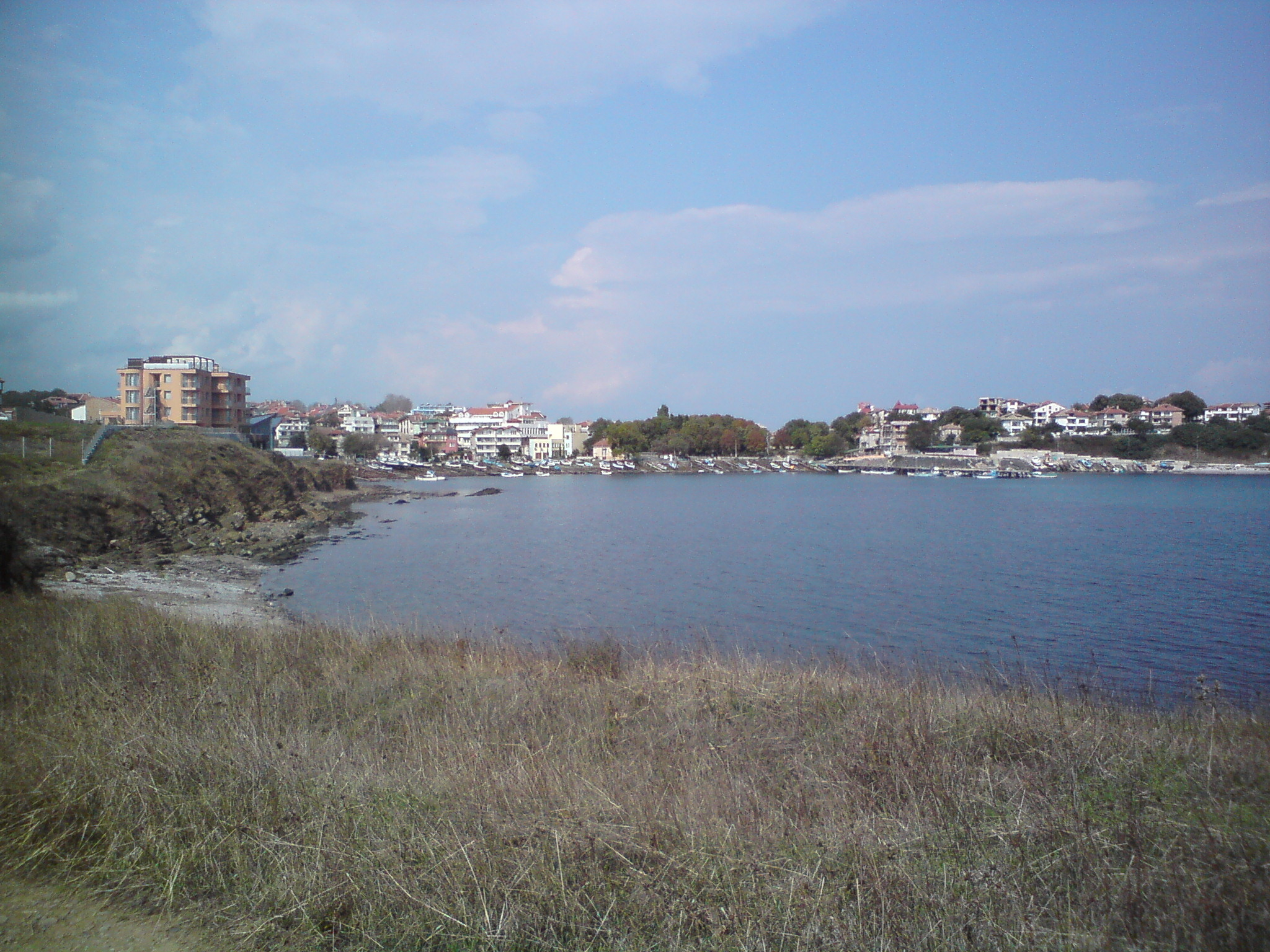
Achtopol, Blick von Süden

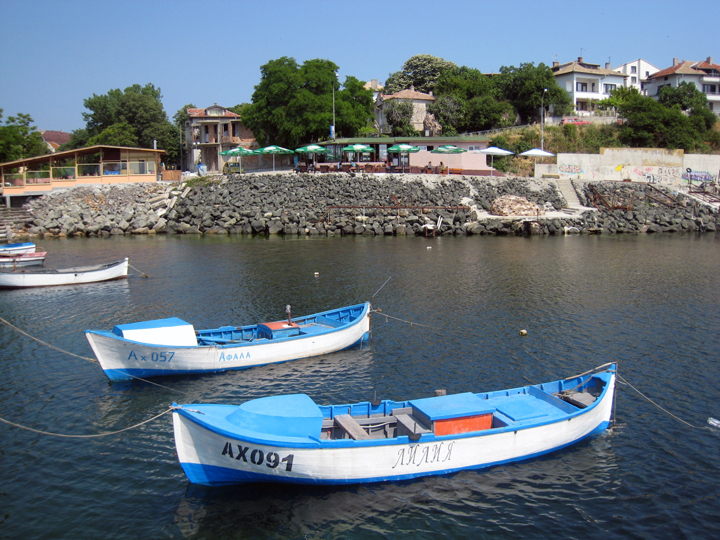
Hafen

Achtopol [ɐxˈtɔpoɫ] (bulg. Ахтопол, griechisch Αγαθούπολη Agathopolis) ist eine der kleinsten Städte Bulgariens.

## Lage
Die Stadt liegt an der südwestlichen Schwarzmeerküste, 87 Kilometer von Burgas und nur wenige Kilometer von der Grenze zur Türkei entfernt. Die Entfernung nach Sofia beträgt 477 Kilometer. Achtopol ist umgeben von den Dörfern Sinemorets, und Resowo und der Stadt Primorsko südlich von Sosopol.

## Geschichte
Archäologische Funde belegen, dass dort schon 2000 v. Chr. eine Siedlung existierte, wo heute Achtopol liegt. Im 6. Jahrhundert v. Chr. war Achtopol ein thrakischer Hafen.
Weitere 200 Jahre später war die Siedlung eine bedeutende griechische Stadt unter dem Namen Agathopolis. Später eroberten die Römer die Stadt und machten sie zu einer Festung. Die Stadtmauern, die sie erbauten, bestanden bis ins 16. Jahrhundert. Zuvor hatten sie unter der osmanischen Eroberung der Stadt gelitten. Schließlich wurden sie von einem schweren Erdbeben fast völlig zerstört.
Am Ende des 18. Jahrhunderts siedelten die nun herrschenden Osmanen griechische Seeleute und Schiffbauer von der Krim-Halbinsel nach Achtopol um. Dort bauten sie Schiffe für die Osmanische Marine und für Privatleute und bildeten zudem Matrosen aus. Die russische Armee eroberte Achtopol mit der Fregatte Flora am 24. Juli 1829 im Laufe des Russisch-Türkischen Krieges. Im Frieden von Adrianopel wurde vereinbart, dass die Stadt weiter im osmanischen Reich verbleiben solle. 1913 handelten die osmanische und die griechische Regierung einen Vertrag aus, der den Abzug der griechischen Einwohner aus Achtopol vorsah. An ihrer statt kamen Bulgaren aus Ostthrakien.
1918 zerstörte ein Stadtbrand fast die ganze Stadt. Nur wenige Häuser im nördlichen Teil der Halbinsel und direkt am Meer blieben erhalten.
Von 1984 bis 1990 wurden südlich von Achtopol sowjetische Höhenforschungsraketen des Typs M-100 gestartet. ⊙
Die Stadt ist seit 2005 Namensgeber für den Ahtopol Peak, einen Berg auf der Livingston-Insel in der Antarktis.

## Tourismus
Die Stadt ist ein Ferienort und liegt auf einer felsigen Halbinsel am Fuß des Strandscha-Gebirges, eines bulgarischen Nationalparks. Klimatisch zeichnet sich der Ort durch eine höhere Luft- und Wassertemperatur aus als der Durchschnitt Bulgariens. Achtopol verfügt über einen etwa 1,5 km langen, feinen Sandstrand, ein Kulturzentrum und einen Naturhafen mit Landungssteg für Kleinfahrzeuge.

## Bevölkerungsentwicklung
Nachdem die Bevölkerungszahl in den 1990ern abstürzte, geschah ab 2001 mit einem Boom das Gegenteil, so dass sich die Einwohnerzahl sogar vergrößerte. Danach blieb sie die nächsten 15 Jahre konstant und fiel zuletzt leicht.
| Datum      | Einwohnerzahl |
| ---------- | ------------- |
| 31.12.1934 | 972           |
| 31.12.1946 | 1079          |
| 01.12.1956 | 1058          |
| 01.12.1965 | 947           |
| 02.12.1975 | 945           |
| 04.12.1985 | 1137          |